# گریولا
گریولا (به ایتالیایی: Grivola) یک کوه در ایتالیا است که در واله دائوستا واقع شده‌است. گریولا ۳٬۹۶۹ متر بالاتر از سطح دریا واقع شده‌است.